# Phare de Point Conception
Le phare de Point Conception est un phare situé sur Point Conception à l'entrée ouest du Canal de Santa Barbara, attenant à la Vandenberg Air Force Base de Lompoc, dans le Comté de Santa Barbara (État de la Californie), aux États-Unis.
Ce phare est géré par la Garde côtière américaine, et les phares de l'État de Californie sont entretenues par le District 11 de la Garde côtière .
Il est inscrit au Registre national des lieux historiques depuis le 25 février 1981 .

## Histoire
Le Point Conception a d'abord été nommé Punta de la Limpia Concepcion par Sebastián Vizcaíno en 1602, qui était le prochain marin espagnol à s'aventurer dans les eaux du Pacifique le long de la côte californienne après João Rodrigues Cabrilho en 1542. L'expérience de 1835 du voilier Pilgrim, qui a été endommagé et a presque chaviré par un brusque changement de temps, est aussi typique pour les plaisanciers actuels.
En 1856, le premier phare a été construit sur les falaises de grès, au-dessus de l'emplacement du phare actuel. La lentille de Fresnel de 1er ordre et la tour en acier du phare ont été fabriquées en France et ont été transportées par le cap Horn. Un rapport indique que le phare a été gravement endommagé lors du séisme de Fort Tejon du 9 janvier 1857.
Le phare a été déplacé en 1881 parce que le brouillard serait moins susceptible d'obscurcir la lumière. Il a été reconstruit au sommet de la falaise sur une mesa au-dessus de l'océan Pacifique. La station de signalisation maritime a été automatisée par l'US Coast Guard en 1973.
Le phare a été utilisé comme lieu de tournage du film The Monster of Piedras Blancas (en) en 1959.
Ces dernières années, la Vandenberg Air Force Base limite l'accès du nord-ouest et un ranch privé restreint l'accès aux terres voisines ne facilitant pas son accès au public.

## Description
Le phare est une tour cylindrique en métal, avec galerie et lanterne, de 16 m de haut, attenante à la façade d'une petite maison d'un étage.
Il est équipé d'une balise moderne rotative de type VRB-25 (en) qui émet, à une hauteur focale de 41 m, un éclat blanc toutes les 30 secondes. Sa portée est de 20 milles nautiques (environ 37 km). La corne de brume émet une explosion toutes les 30 secondes.
Identifiant : ARLHS : USA-620 - Amirauté : G3964 - USCG : 6-0200 .
|                        |
| Canal de Santa Barbara |

|                  |
| Point Conception |

|          |
| Le phare |

### Lien connexe
- Liste des phares de la Californie